# Thienemanniella afra
Thienemanniella afra är en tvåvingeart som beskrevs av Lehmann 1981. Thienemanniella afra ingår i släktet Thienemanniella och familjen fjädermyggor.
Artens utbredningsområde är Kongo. Inga underarter finns listade i Catalogue of Life.